# 国東市立志成学園
国東市立志成学園（くにさきしりつ しせいがくえん）は、大分県国東市武蔵町にある公立の義務教育学校。

## 概要
- 本校は、少子化や過疎化で旧武蔵町の児童生徒数の減少と、中学進学で生活環境に支障を来す「中1ギャップ」の解消を目的に開校した。大分県内では、大分市の碩田学園に次ぐ2校目の義務教育学校となる[1]。
- 本校は、『4・3・2制』[2]を採る。

## 沿革
- 2019年（令和元年）8月1日 - 校舎起工式[1]。
- 2020年（令和2年）
  - 4月1日 - 武蔵中学校と武蔵東・武蔵西の2小学校を統合して開校[3]。ただし、校舎は完成しておらず、1学年～4学年（小学1年生～小学4年生相当）は武蔵東小学校校舎で、5学年～9学年（小学5年生～中学3年生相当）は武蔵中学校校舎で授業を行った[1]。
  - 7月 - 校舎完成。
  - 8月25日 - 新校舎で、全校児童生徒が揃った形で、始業式が行われた[4]。
  - 8月28日 - 開校記念式典挙行[5]。
- 2021年（令和3年）
  - 3月5日 - 第1回卒業式挙行。
  - 3月25日 - 最初の修了式挙行。
  - 3月30日 - 最初の離任式挙行。

## 通学区域
- 武蔵町（池の内・内田・古市・糸原・小城・三井寺・志和利・成吉・手野・吉広・麻田・狭間・丸小野）[6]

## 周辺
- 大分県道35号三重弥生線
- 武蔵川

## アクセス
- 国東観光バス丸小野線で、「武蔵中学校前」バス停下車後、徒歩約310m・約5分。